# Carlo Carena
Carlo Carena (Borgomanero, 1º novembre 1925 – Vacciago, 22 novembre 2023) è stato un traduttore, critico letterario e insegnante italiano.

## Biografia
Alunno del collegio rosminiano di Domodossola, vi ebbe per docente di religione Clemente Rebora, che rimase sempre un suo punto di riferimento. Si laureò in Lettere all'Università degli Studi di Torino: il tema della sua tesi di laurea fu ”Le amicizie letterarie di Antonio Rosmini”, discussa con Francesco Pastonchi. Insegnò materie umanistiche nei licei per molti anni. Si occupò per tutta la vita di traduzioni da autori classici greci e latini, ma anche francesi. Le sue versioni in italiano spaziarono da poeti latini, al greco di Plutarco e delle lettere di Paolo, da Agostino di Ippona agli umanisti Erasmo da Rotterdam, Pico della Mirandola e Francesco Bacone. Dal francese tradusse i pensieri di Blaise Pascal e i motti di La Rochefoucauld.
Lavorò fin dagli anni cinquanta come consulente e segretario editoriale per la casa editrice Einaudi. Curò la traduzione di autori latini e greci sia per la Collana "Classici" della UTET che per la collezione di "Scrittori greci e latini" della Fondazione Lorenzo Valla; per il "Poligrafico dello Stato" si occupò di Orazio.
Nel 1991 gli fu conferito il Premio San Gerolamo; nel medesimo anno ricevette anche il Premio nazionale per la traduzione del Ministero per i beni culturali e ambientali. Nel 1993 gli venne assegnato il Premio Grinzane Cavour per la traduzione. Fu presidente della giuria del Premio Monselice.
Collaborò a riviste letterarie e di studi, scrivendo dal 1983 al settembre 2022 sul supplemento culturale Domenicale del quotidiano Il Sole 24 Ore.
Dagli anni novanta fu consulente di Interlinea edizioni, per la quale ideò con Roberto Cicala “Nativitas”, l'unica collana in Europa dedicata al Natale nelle varie forme di cultura.
Carena è morto nel sonno il 22 novembre 2023 a 98 anni nella sua residenza di Vacciago, Villa Bucoliche, affacciata sul Lago d'Orta, dove viveva con la moglie Luciana.
Nel febbraio 2024 è uscito postumo l'ultimo libro curato da Carena, L'arte della politica, un compendio di brani tratti dai Moralia di Plutarco.

## Opere

### Libri
- Antologia della Letteratura latina, Milano, Edizioni Scolastiche Mondadori, 1971.
- Storia e antologia della Letteratura latina, Milano, Edizioni Scolastiche Mondadori, 1973.
- Il Manzoni sul lago Maggiore, con Luigi Alberti ed E. Rizzi, Collana Estratti di Verbanus, Alberti, 1985.
- Alessandro Magno. La conquista del mondo, San Dorligo della Valle (Trieste), Einaudi Ragazzi Storia, 1994, ISBN 978-88-792-6133-3.
- Stefano Agosti-C. Carena, Il lago di Montale, con la poesia "Sul lago d'Orta", con un'incisione di Mauro Maulini, Novara, Interlinea, 1996, ISBN 978-88-821-2100-6.
- Carlo Carena, Franco Contorbia, Marziano Guglielminetti, Ricordo di Francesco Pastonchi. Atti del Convegno (Santa Maria Maggiore, 13 settembre 1997), con testi di Benito Mazzi, Novara, Interlinea edizioni, 1997.
- La città nella poesia latina, a cura di E. Bellini, Fondazione Achille Marazza, 2000, ISBN 978-88-831-8001-9.
- Massimo Bonfantini-C. Carena, Mario Bonfantini e la poesia. E un ricordo di Sergio Pautasso, Fondazione Achille Marazza, 2007, ISBN 978-88-831-8023-1.
- Tradurre la poesia e il testo sacro, a cura di Daniela Fausti, Collana Prospettive, Firenze, Le Monnier Università, 2010, ISBN 978-88-007-4024-1.
- Il fascino del mito. Mitologia classica e letterature europee, Roma, Salerno editrice, 2014, ISBN 978-88-840-2898-3.

### Curatele
- Iscrizioni latine arcaiche, Firenze, Sansoni, 1954.
- Poesia latina dell'età imperiale, Introduzione, testi, trad. e note di C. Carena, Parma, Guanda, 1957.
- Marco Aurelio, I ricordi, trad. di Francesco Cazzamini-Mussi riveduta da C. Carena, Collana I millenni, Torino, Einaudi, 1968.
- Heinrich Schliemann, La scoperta di Troia, Torino, Einaudi, 1968.
- Platone, Dialoghi. Nella versione di Francesco Acri, Collana I millenni, Torino, Einaudi, 1970.
- Erodoto, L'antico Oriente, Torino, Einaudi, 1977.
- Lucio Giunio Moderato Columella, L'arte dell'agricoltura e Libro sugli alberi, Collana I millenni, Torino, Einaudi, 1977.
- Sofocle, Le Trachinie, Collezione di teatro, Einaudi, 1978.
- Eschilo, L'Orestea, Torino, Einaudi, 1980.
- Plutarco, Le Vite di Temistocle e di Camillo, trad. e cura, con Mario Manfredini e Luigi Piccirilli, Collezione Scrittori latini e greci-Fondazione Lorenzo Valla, Milano, Mondadori, 1983.
- Ludovico Maria Sinistrari, Demonialità: ossia possibilità, modo e varietà dell'unione carnale dell'uomo col demonio, Palermo, Sellerio, 1986.
- Poeti latini della decadenza, trad. e cura, Torino, Einaudi, 1988.
- Peter A. Clayton e Martin J. Price, Le Sette Meraviglie del Mondo, Con un'Appendice di fonti storiche a cura di C. Carena, Collana Saggi n.729, Torino, Einaudi, 1989.
- Plutarco, Le Vite di Cimone e Lucullo, trad. e cura, Scrittori latini e greci-Fondazione Lorenzo Valla, con Mario Manfredini e Luigi Piccirilli, Milano, Mondadori, 1990.
- Gaio Sallustio Crispo, La guerra di Catilina e La guerra di Giugurta, 2 voll., trad. di Vittorio Alfieri, Torino, Fògola, 1991, ISBN 978-88-452-0917-8.
- Plutarco, Le Vite di Nicia e di Crasso, trad. e cura, con M.G.A. Bertinelli, Mario Manfredini e Luigi Piccirilli, Scrittori latini e greci-Fondazione Lorenzo Valla, Milano, Mondadori, 1993.
- Natale. Le storie della tradizione, a cura di C. Carena, Novara, Interlinea edizioni, 1993.
- Marco Tullio Cicerone, La Visione, trad. di Gavino Manca, Genova, Il Melangolo, 1994.
- Plutarco, Le Vite di Demetrio e di Antonio, trad. e cura con Luigi Santi Amantini e Mario Manfredini, Scrittori latini e greci-Fondazione Lorenzo Valla, Milano, Mondadori, 1995.
- Lucio Anneo Seneca, Dialoghi morali, traduzione di Gavino Manca, Torino, Einaudi, 1995.
- Agostino d'Ippona, Sette discorsi di Natale, illustrazioni di Italo Valenti, con testi di C. Carena, Novara, Interlinea edizioni, 1995.
- Iosia Simler, La Confederazione Svizzera, a cura di C. Carena e Paolo Ostinelli, Prefazione di Flavio Cotti, Introduzione di Gerardo Broggini, Bellinzona, Armando Dadò Editore, 1999, ISBN 978-88-828-1039-9.
- I Vangeli, a cura di F.  Bandini e C. Carena, Bellinzona, Armando Dadò Editore, 2000, ISBN 978-88-828-1066-5.
- Lucio Anneo Seneca, La brevità della vita, Torino, Einaudi, 2013, ISBN 978-88-06-21498-2.
- Lucio Anneo Seneca, La vita felice, traduzione di Gavino Manca, Collana ET.Classici, Torino, Einaudi, 2017, ISBN 978-88-06-23412-6.

### Traduzioni
- Cornelio Gallo, Versi d'amore, trad. e cura di C. Carena, Collezione Il Melagrano n.81, Firenze, Edizioni Fussi [Sansoni Editore], 1951.
- Alcuino, Canti, Firenze, Sansoni, 1956.
- Eschilo, Le tragedie, Collana I millenni, Torino, Einaudi, 1956.
  - Eschilo, Le Supplici e altri drammi, Milano, Mondadori, 1960.
- Agostino d'Ippona, Le confessioni, Collana Opere di Sant'Agostino, Roma, Città Nuova, 1965; Prefazione di Michele Pellegrino, Collana I millenni, Torino, Einaudi, 1967; Introd., trad. riveduta e note a cura di C. Carena, Collana NUE n.187, Einaudi, 1984; Collana Oscar, Mondadori, 1984-2016; trad. nuovamente riveduta di C. Carena, a cura di Maria Bettetini, Biblioteca della Pléiade, Einaudi, 2000; col commento di Maria Bettetini rivisto, Collana Einaudi Tascabili, 2002-2020.
- Plutarco, Vite parallele, 3 voll., Introduzione e trad., Collana I millenni n.42, Torino, Einaudi, 1958; 2 voll., Einaudi, 1965; V ed., Einaudi, 1975, 1988.
- Senofonte, Anabasi e Ciropedia, Collana NUE n.13, Torino, Einaudi, 1962.
- Tito Maccio Plauto, Aulularia, Collezione di teatro, Torino, Einaudi, 1971.
- Publio Virgilio Marone, Opere, Collana Classici latini e greci, Torino, UTET, 1971.
- Tito Maccio Plauto, Le commedie, Collana I millenni, Torino, Einaudi, 1975.
- Possidio, Vita di Agostino [Vita Augustini], in Vita di Cipriano, vita di Ambrogio, vita di Agostino, Collana Scrittori latini e greci-Fondazione Lorenzo Valla, Milano, Mondadori, 1975, pp.127-449.
- Gaio Giulio Cesare, Le guerre in Gallia (De Bello Gallico), Collana Oscar Classici n.105, Milano, Mondadori, 1987; Collana Oscar Classici greci e latini n.4, Mondadori, 1991; Collana Oscar Leggere i classici n.21, Mondadori, 1994.
- Erasmo da Rotterdam, Querela pacis, testo, trad. e note a cura di C. Carena, Alpignano, Edizioni Alberto Tallone, 1987; col titolo Il lamento della Pace, Collana NUE n.199, Torino, Einaudi, 1990; Collana I Classici, Bellinzona, Armando Dadò Editore, 1996, ISBN 978-88-863-1531-9; Collana Piccola Enciclopedia, Milano, ES, 2014-2022, ISBN 978-88-672-3648-0.
- San Paolo, Le Lettere, trad. e cura, Collana I millenni, Torino, Einaudi, 1990, ISBN 978-88-061-1877-8.
- Josias Simler, De Alpibus: commentario delle Alpi, Firenze, Giunti, 1990.
- Agostino d'Ippona, La città di Dio, trad. e cura, Biblioteca della Pléiade, Torino, Einaudi, 1992, ISBN 978-88-446-0001-3.
- Publio Virgilio Marone, Bucolica, trad. e cura, Torino, Einaudi, 1993. (con Paul Valéry)
- Quinto Orazio Flacco, Le Satire,  Roma, Poligrafico dello Stato, 1994.
- Giovanni Pico della Mirandola, De Hominis Dignitate. La dignità dell'uomo, Prefazioni di C. Carena e Vittore Branca, con la Vita del filosofo scritta dal nipote Giovanni Francesco II Pico della Mirandola[4], Biblioteca dell'utopia, Milano, Silvio Berlusconi Editore, 1994, II ed. 1995,  p. 221, ISBN 978-88-044-0449-1.
- Alcuino, Carmi dalla corte e dal convento, Firenze, Le Lettere, 1995, ISBN 978-88-716-6207-7.
- Eschilo, Prometeo incatenato, Torino, Einaudi, 1995.
- Francesco Bacone, Nuova Atlantide. Nova Atlantis. New Atlantis, Testo trilingue italiano, latino e inglese, con la Vita del nobilissimo Autore di William Rawley, Biblioteca dell'utopia, Milano, Silvio Berlusconi Editore, 1995,  p. 314, ISBN 978-88-044-1705-7. - II ed., Prefazione di Massimo Cacciari, Silvio Berlusconi Editore, 1996.
- Sant'Agostino, La fine del millennio, Collana Spazio interiore, Milano, Red Edizioni, 1995, ISBN 978-88-703-1900-2.
- Erasmo da Rotterdam, L'elogio della follia, trad. e cura, Collana I millenni, Torino, Einaudi 1997, ISBN 978-88-061-4501-9
- Blaise Pascal, Il Vangelo dei Vangeli. I quattro Vangeli in uno, Saggio introduttivo, trad. e cura di C. Carena, Collana L'archeologia e l'arte antica, Torino, U. Allemandi, 1996, ISBN 978-88-422-0926-3. - Il Vangelo dei Vangeli. Abrégé de la vie de Jésus-Christ, con testi di Enrico Castelnuovo e Roland Recht, Allemandi, 1999; con le fotografie delle vetrate della Cattedrale di Strasburgo di Massimo Listri, Collana Archivi di arte antica, Allemandi, 2002, ISBN 978-88-422-1161-7.
  -  Blaise Pascal, Compendio della vita di Gesù, trad. e curatela, Postfazione di Armando Torno, Collana La coda di paglia n.47, Milano, La Vita Felice, 2019, ISBN 978-88-934-6278-5.
- Quinto Orazio Flacco, Le Epistole, Roma, Poligrafico dello Stato, 1997.
- La Città del Sole. Civitas solis, collana Biblioteca dell'Utopia, traduzione di C. Carena (del testo latino dell'edizione di Parigi del 1637), Introduzione di Lina Bolzoni, Nota ai testi di C. Carena, col testo dell'edizione 1637 e del 1611, Milano, Silvio Berlusconi Editore, 1997, ISBN 978-88-044-5110-5.
- Erasmo da Rotterdam, Il disprezzo del mondo, Introd., trad. e cura, Biblioteca dell'utopia, Milano, Silvio Berlusconi Editore, 1999; II. ed. Collana La coda di paglia, Milano, La Vita Felice, 2020, ISBN 978-88-934-6425-3
- Lotario di Segni, La miseria della condizione umana. De contemptu mundi, Biblioteca dell'utopia, Milano, Silvio Berlusconi Editore, 2004, ISBN 978-88-045-2969-9.
- Blaise Pascal, Pensieri, trad. e cura, Prefazione di Giovanni Raboni, Biblioteca della Pléiade, Torino, Einaudi, 2004, ISBN 978-88-446-0083-9
- Blaise Pascal, Le Provinciali, trad. e cura, Prefazione di Salvatore Silvano Nigro, Biblioteca della Pléiade, Torino, Einaudi, 2008, ISBN 978-88-446-0085-3
- Quinto Orazio Flacco, Tutte le poesie, a cura di Paolo Fedeli, Collana I millenni, Torino, Einaudi, 2009, ISBN 978-88-061-9287-7
- Erasmo da Rotterdam, Modi di dire. Adagiorum collectanea, trad. e cura, Collana I millenni, Torino, Einaudi, 2013, ISBN 978-88-062-1130-1
- Plutarco, La vita felice (i Moralia), trad. e cura, Collana NUE, Torino, Einaudi, 2014, ISBN 978-88-062-2380-9
- François de La Rochefoucauld, Sentenze e massime morali, trad. e cura, Collana I millenni, Torino, Einaudi, 2015, ISBN 978-88-062-2234-5
- Plutarco, Detti memorabili di re e generali, di spartani, di spartane, trad., introd. e curatela, Collana NUE n.19, Torino, Einaudi, 2018, ISBN 978-88-062-3369-3
- Erasmo da Rotterdam, La capanna natale del bambino Gesù, trad. e testi, Novara, Interlinea edizioni, 2020, ISBN 978-88-685-7365-2.
- Ippocrate, L'arte della medicina, trad., introd. e cura di C. Carena, Collana NUE n.25, Torino, Einaudi, 2020, ISBN 978-88-062-4657-0.
- Erasmo da Rotterdam, Poema epico sulla Pasqua, con incisioni di Albrecht Dürer, a cura di C. Carena, Collana Passio n.66, Novara, Interlinea, 2022, ISBN 978-88-685-7463-5.
- Erasmo da Rotterdam, Paralleli ovvero similitudini, trad., introd. e cura di C. Carena, Collana NUE n.30, Torino, Einaudi, 2022, ISBN 978-88-062-5259-5.
- La natura nel mondo antico. Antologia classica da Omero a Plinio il Giovane, Collana Lyra, Novara, Interlinea, 2023, ISBN 978-88-685-7543-4.
- Plutarco, L'arte della politica, a cura di C. Carena, Collana NUE n.34, Torino, Einaudi, 2024, ISBN 978-88-062-6356-0.

### Prefazioni e altri scritti
- Francesco Maria Guaccio, Compendium Maleficarum, A cura di Luciano Tamburini, Preambolo di C. Carena, Collana I millenni, Torino, Einaudi, 1992, pp. XXXIV-448.
- Ambrogio, Inni, Milano, Mondadori, 1992.
- Italo Valenti, Fondazione Scientifica Querini Stampalia, Milano, Electa, 1992, ISBN 978-88-435-3890-4.
- Seneca, Lettere morali a Lucilio, Milano, Mondadori, 1994.
- Ivo Soldini. Passione, vita, scultura, Milano, Skira, 2001, ISBN 978-88-849-1083-7.
- Andrea Paganini, Lettere sul confine. Scrittori italiani e svizzeri in corrispondenza con Felice Menghini (1940-1947), presentazione di C. Carena, Novara, Interlinea edizioni, 2007.
- Immagini di Carlo Dionisotti, a cura di Roberto Cicala, con testi di Carlo Carena, Giovanni Tesio, Novara, Interlinea edizioni, 2010
- Mario Maulini, Sculture dipinte. L'ambone dell'isola di San Giulio a Orta, con testi di Anna Maria Cànopi, Carlo Carena, Laura Pariani, Novara, Interlinea edizioni, 2011.
- Gianni Mussini, Rime cristiane, presentazione di Carlo Carena, Novara, Interlinea edizioni, 2011.
- Ernesto Buonaiuti, Amore e morte nei tragici greci, Collana La coda di paglia, Milano, La Vita Felice, 2019, ISBN 978-88-934-6319-5.
- Cesare Angelini-Gianfranco Contini, Critica e carità. Lettere (1934-1965), a cura di Gianni Mussini, Novara, Interlinea, 2021, ISBN 978-88-685-7384-3.
- Andrea Kerbaker, Classici: strategie di sopravvivenza. Casi editoriali tra promozione e sopravvivenza, nota di C. Carena, Edizioni Santa Caterina, 2021, ISBN 978-88-961-2042-2.